# Joe Navidad
Joe Navidad ist ein in US-amerikanisch-spanischer Koproduktion entstandener Western, der unter dem internationalen Verleihtitel The Christmas Kid aufgeführt, im deutschsprachigen Raum allerdings nicht gezeigt wurde.

## Inhalt
In der Nähe von Jasper, Arizona, stirbt am Weihnachtstag 1855 eine Frau bei der Geburt ihres Sohnes. Nachdem der verbitterte Vater John Novak, ihn Kain nennt, wird er von drei einflussreichen Bürgern der Stadt – Bürgermeister Carrillo, Doktor Carter und Richter Perkins – unter ihre Fittiche genommen und Joe getauft. Er wächst als Christmas Kid heran und wird zunehmend rebellischer; als der skrupellose Glücksspieler und Manager Mike Culligan den Frieden im Ort auf eine harte Probe stellt, kneift der waffengewandte und eigentlich mutige Joe davor, den rückgratlosen Sheriff Anderson zu ersetzen. Culligan benutzt im Gegenteil sogar seine Geliebte Marie Lefleur, um Joe auf seine Seite zu ziehen.
Als Joes Vater in betrunkenem Zustand getötet wird, sieht Joe tatenlos zu, schwört aber allem Waffengebrauch ab und überredet Marie, Culligan zu verlassen und in ihre Heimat zurückzukehren. Als sie den Ort verlassen möchte, wird sie von Culligans Leuten Karl und Burt niedergeschossen. Die Bürger von Jasper brennen daraufhin die Spiel- und Tanzhalle Culligans nieder, der den furchtsamen Jugendfreund Joes, Jud Walters, erpresst und mit dessen Aussage das Christmas Kid als Killer dastehen lässt. Deshalb wird Joe wie Karl und Burt zum Hängen verurteilt. Bei der Ausführung bleibt Joes Pferd jedoch stehen, da seine Freunde die dessen Beine zusammengebunden haben; Jud sieht das als Zeichen, mit der Wahrheit herauszurücken und entlarvt Culligan, der ihn erschießt, seinen eigenen Tod durch Major Carrillo jedoch nicht verhindern kann. Joe wird nun den Frieden Jaspers in Zukunft sichern.

## Produktionsgeschichte
Der Hollywood-Schauspieler Tab Hunter schrieb in seiner Autobiografie, dass er ursprünglich für die Hauptrolle in diesem Film angefragt worden sei. In Madrid habe er zufällig seinen Schauspielkollegen Jeffrey Hunter getroffen, der den Thriller The Fickle Finger of Fate drehen sollte. Sie spaßten, dass die europäischen Produzenten einen Tab Hunter und einen Jeffrey Hunter nicht unterscheiden könnten, und tauschten kurzerhand ihre Rollen, ohne dass dies offenbar groß auffiel.

## Kritiken
- Tom Betts urteilt in seinem seit 1984 erscheinenden Fanzine Western all’Italiana: „Eine der besseren Koproduktionen mit den Amerikanern, aus den frühen Jahren des Italowesterns. Eine annehmbare Geschichte und ein gutes Ensemble helfen, die psychologische Charakterstudie angemessen zu entwickeln.“ (Western All’Italiana, 1996)

## Bemerkungen
Außenaufnahmen des Films entstanden in Colmenar Viejo in Spanien.